# Епархия Афуфении
Епархия Афуфении (лат. Dioecesis Afufeniensis) — титулярная епархия Римско-Католической церкви.

## История
Античный город Афуфения находился в римской провинции Бизацена (сегодня территория Туниса). В первые века христианства Афуфения была центром одноимённой епархии Александрийского патриархата.
C 1933 года епархия Афуфении является титулярной епархией Римско-Католической церкви.

## Епископы
- упоминается в 484 году — епископ Мансует .

## Титулярные епископы
- 25.11.1964 — 7.01.1972 — епископ Jacques Mangers SM[1];
- 6.05.1972 — 8.09.1976 — епископ Паоло Вьери Андреотти OP — назначен епископом Лиаллпура;
- 6.05.1977 — 6.12.1980 — епископ Víctor Manuel López Forero — назначен епископом Сокорро и Сан-Гила;
- 27.06.1981 — 4.06.1985 — епископ Фрэнсис Байбл Шалт — назначен епископом Уилинг-Чарлстона;
- 1.07.1986 — 22.11.1994 — епископ Alfred John Markiewicz — назначен епископом Каламазу;
- 19.12.1994 — 2.02.1999 — епископ Frederick Joseph Colli — назначен епископом Тандер-Бея;
- 2.03.1999 — 14.10.2004 — епископ Frederick Francis Campbell — назначен епископом Колумбуса;
- 16.12.2004 — 6.04.2009 — епископ Paul Joseph Bradley — назначен епископом Каламазу;
- с 7.05.2009 — епископ Lawrence Subrata Howlader CSC.

## Источник
- Annuario Pontificio, Libreria Editrice Vaticana, Città del Vaticano, 2003, стр. 753, ISBN 88-209-7422-3
- Pius Bonifacius Gams, Series episcoporum Ecclesiae Catholicae, Leipzig 1931, стр. 464  (лат.)
- Stefano Antonio Morcelli, Africa christiana, Volume I, Brescia 1816, стр. 70-71  (лат.)